# NGC 6087
NGC 6087 é um aglomerado aberto na direção da constelação de Norma. O objeto foi descoberto pelo astrônomo James Dunlop em 1826, usando um telescópio refletor com abertura de 9 polegadas. Devido a sua moderada magnitude aparente (+5,4), é visível apenas com telescópios amadores ou com equipamentos superiores.